# Jeeg robot vagyok
A Jeeg robot vagyok (eredeti cím: Lo chiamavano Jeeg Robot) 2015-ben bemutatott olasz film, amelyet Gabriele Mainetti rendezett.
A forgatókönyvet Nicola Guaglianone és Menotti írta. A producerei Gabriele Mainetti. A főszerepekben Claudio Santamaria, Luca Marinelli, Ilenia Pastorelli, Stefano Ambrogi és Maurizio Tesei láthatók. A film zeneszerzői Michele Braga és Gabriele Mainetti. A film gyártója a Goon Films és a Rai Cinema, forgalmazója a Lucky Red. Műfaja sci-fi film, filmvígjáték és filmdráma.
Olaszországban 2015. október 17-én mutatták be a Rome Filmfesztiválon. Magyarországon 2017. április 23-án mutatta be a Cinemax.

## Szereplők
| Szereplő | Színész               | Magyar hang            |
| --- | --------------------- | ---------------------- |
| Enzo Ceccotti / Jeeg | Claudio Santamaria    | Sarádi Zsolt           |
| Fabio Cannizzaro / Cigány | Luca Marinelli        | Dévai Balázs           |
| Alessia | Ilenia Pastorelli     | Törőcsik Franciska     |
| Sergio | Stefano Ambrogi       | Törköly Levente        |
| Szőke | Maurizio Tesei        | Horváth Illés          |
| Sperma | Francesco Formichetti | Hamvas Dániel          |
| Óriás | Daniele Trombetti     | Gacsal Ádám            |
| Nunzia | Antonia Truppo        | Nemes Takách Kata      |
| Antonio | Gianluca Di Gennaro   | Molnár Levente         |
| Vincenzo | Salvatore Esposito    | Géczi Zoltán           |
| Marcellone | Juana Jimenez         | Suhajda Dániel         |
| Efeso | Tommaso Di Carlo      | Galkó Balázs           |
| Pinocchio | Giampaolo Crescenzio  | Horváth-Töreki Gergely |
| További magyar hangok |                       |                        |
| Bartók László, Béli Titanilla, Csépai Eszter, Czifra Krisztina, Czuczor Dávid, Hábermann Lívia, Hám Bertalan, Hannus Zoltán, Király Adrián, Kotányi Bence, Németh Attila István, Pupos Tímea, Stern Hanna |                       |                        |